# ویرفت
ویرفت (به آلمانی: Wirft) یک شهر در آلمان است که در اهرویلر واقع شده‌است. ویرفت ۱۴۷ نفر جمعیت دارد.